# Чуе Йонг-дже
Чуе Йонг-дже (на корейски: 최영재; роден на 17 септември 1996 г.), известен още като Йонгдже, е южнокорейски певец, танцьор и текстописец. Йонгдже е основният вокал на южнокорейската (кей поп) музикална момчешка група Got7.

## Биография
Чуе завършва Художествената гимназия в Сеул през февруари 2015 г., след което е приет в департамент „Театър и филм“ в университета „Сокьонг“. През следващата година, поради проблеми с графика, се мести в департамент „Мода“ в университета „Декюнг“.

## Кариера
Йонгдже става част от JYP Entertainment като „стажант“ (музикант, който се обучава от няколко месеца до няколко години преди да дебютира), след като е одобрен на затворен кастинг, проведен в музикалното училище в родния му град Мокпо през 2013 г. Посочен е за бъдещ член на новата момчешка група на JYPE след един месец, прекаран в обучение. След още шест месеца певецът дебютира като основен вокал на Got7 със сингъла „Girls Girls Girls“, издаден на 16 януари 2014 г., част от първия мини албум на групата, Got It?. Скоро след дебюта си Йонгдже споделя за мечтата си да се превърне в музикален терапевт.
Чуе е автор на песни под псевдонима Ars от 2016 г. насам, започвайки с „REWIND“ – песен от мини албума Flight Log: Departure на Got7.
През 2017 г. Йонгдже си сътрудничи със Санджой и Елиът Ямин, издавайки песента „Victim of Love“. През това време записва „I'm All Ears“ с певицата Пак Джимин (15&), подпомагайки кампанията за превенция на самоубийства сред младежите, организирана от Фондацията за животозастраховане и социална отговорност през 2018 г. Песента, както и видеоклипът към нея, са публикувани на 15 октомври.

## Дискография

### Като водещ музикант
| Заглавие                                                     | Година | Пикови позиции в класациите | Албум                |
| Заглавие                                                     | Година | Южна Корея                  | Албум                |
| ------------------------------------------------------------ | ------ | --------------------------- | -------------------- |
| „My Day“ (내 하루)                                           | 2016   | –                           | некомерсиални сингли |
| „Trauma“                                                     | 2016   | –                           | некомерсиални сингли |
| „Call Button“ (통화버튼) (с участието на J.praize)           | 2017   | –                           | некомерсиални сингли |
| „I Want to Fall Asleep“ (잠들고 싶어) (с участието на Noday) | 2017   | –                           | некомерсиални сингли |
| „Nobody Knows“ (혼자)                                        | 2018   | –                           | Present: You         |

### Като част от музикалния състав
| Заглавие                                                   | Година | Албум                    |
| ---------------------------------------------------------- | ------ | ------------------------ |
| „One Dream One Korea“ (с участието на various artists)     | 2015   | невключен в албум сингъл |
| „Victim of Love“ (с участието на Sanjoy and Elliott Yamin) | 2017   | невключен в албум сингъл |
| „I'm All Ears“ (다둘어줄게) (с участието на Park Ji-min)   | 2018   | Ready to Listen Part 2   |

### Саундтрак сингли
| Година              | Заглавие | Албум           |
| ------------------- | -------- | --------------- |
| „At the Usual Time“ | 2018     | Wok of Love OST |

## Филмография

### Драми
| Година | Заглавие     | Роля    | Канал       | Описание                                                 |
| ------ | ------------ | ------- | ----------- | -------------------------------------------------------- |
| 2015   | Dream Knight | Йонгдже | Youku Tudou | Южнокорейска-китайска онлайн драма на JYPE и Youku Tudou |

### Музикални предавания
| Година | Заглавие                           | Канал | Описание                                                            | Източник             |
| ------ | ---------------------------------- | ----- | ------------------------------------------------------------------- | -------------------- |
| 2017   | King of Mask Singer                | MBC   | Епозоди 93 – 94 (излъчени на 8 и 15 януари)                         |                      |
| 2018   | Immortal Songs: Singing the Legend | KBS   | Епизод, излъчен на 3 февруари, пеейки „Mercury Lamp“ на Ким Йон-джа | [ 12 ] [ 13 ] [ 14 ] |

### Радио
| Година | Заглавие        | Канал           | Описание                                                              |
| ------ | --------------- | --------------- | --------------------------------------------------------------------- |
| 2015   | FM Starry Night | MBC Standard FM | Гост (7 юли)                                                          |
| 2015   | Kiss the Radio  | KBS Cool FM     | Ексклузивен водещ, заедно с Джейби (Got7) (15 октомври)               |
| 2016   | Kiss the Radio  | KBS Cool FM     | Ексклузивен водещ, заедно с Джинйонг (Got7) (3 юни)                   |
| 2017   | Kiss the Radio  | KBS Cool FM     | Ексклузивен водещ, заедно с Джинйонг (23 – 26 октомври)               |
| 2018   | Kiss the Radio  | KBS Cool FM     | Ексклузивен водещ, заедно с Джинйонг (15 януари) и Югьом (5 – 6 март) |